# Jurassic World: Neue Abenteuer
Jurassic World: Neue Abenteuer (Originaltitel: Jurassic World: Camp Cretaceous) ist eine US-amerikanische computeranimierte Fernsehserie, die ein Teil der Jurassic-Park-Filmreihe ist. Die Serie spielt vor, während und nach den Ereignissen des Films Jurassic World und folgt sechs Teenagern, die auf Isla Nublar ein Zeltlager besuchen, bis die Dinosaurier aus dem Park entkommen. Die erste Staffel wurde am 18. September 2020, die zweite Staffel am 22. Januar 2021, die dritte Staffel am 21. Mai 2021, die vierte Staffel am 3. Dezember 2021 sowie die fünfte und letzte Staffel am 21. Juli 2022 auf Netflix veröffentlicht. Die Handlung wird in Jurassic World: Die Chaostheorie fortgesetzt.

## Handlung

### Staffel 1
Der Dinosaurier-Fan Darius Bowman erhält die Möglichkeit Camp Kreidezeit im Vergnügungspark Jurassic World zu besuchen, nachdem er ein Videospiel gewonnen hat. Im Camp trifft er die Betreuer Roxie und Dave sowie seine Mitcamper. Diese sind der arrogante und selbsternannte VIP-Camper Kenji Kon, die Influencerin Brooklynn, die Sportskanone Yasmina „Yaz“ Fadoula, die lebensfrohe Sammy Gutierrez und der schüchterne und ängstliche Ben Pincus. Darius wollte immer mit seinem Vater in den Park, jedoch starb dieser zuvor. Durch eine nächtliche verbotene Aktion werden Darius und Kenji zu Freunden.
Die Gruppe unternimmt einen Ausflug in das Genetiklabor des Parks. Dort erleben sie die frühe Geburt eines Ankylosaurus mit, welcher den Spitznamen Bumpy von Ben erhält. Währenddessen schleicht sich Brooklynn in das Büro von Dr. Henry Wu, um ihren Followern spektakuläre Infos liefern zu können. Dabei findet sie auch Unterlagen zu einem neuen Dinosaurier namens Indominus Rex. Sie wird von Wu erwischt und die ganze Gruppe fliegt aus dem Labor. Bei einem Ausflug mit den Gyrosphären filmt Brooklynn mit ihrem Handy, wie Sammy von einem Sinoceratops DNA-Proben nimmt. Am nächsten Tag ist ihr Handy verschwunden, weswegen Brooklynn Sammy verdächtigt, die alles abstreitet. Unterstützung erhält Sammy dabei von Yaz, da die beiden sich miteinander angefreundet haben.
Die Gruppe bekommt mit, dass es zu einem Zwischenfall im Park gekommen ist. Sie beobachten, wie der Indominus Rex durch das Camp tobt und alles zerstört. Unter der Führung von Darius beschließen die Kinder, einen Van zu nehmen und Hilfe zu suchen. Auf dem Weg zum Genetiklabor treffen sie Bumpy und nehmen ihn mit, da Ben mit dem Jungtier eine innige Freundschaft geschlossen hat. Im Labor angekommen finden sie einen paranoiden Mitarbeiter namens Eddie vor, der rätselhafte Andeutungen macht. Nachdem Eddie vom Indominus Rex getötet wurde, gelingt es der Gruppe, in einem Van zu fliehen. Während der Fahrt enthüllt Sammy, dass sie Brooklynns Telefon gestohlen hat, wodurch Yaz so geschockt ist, dass sie einen Unfall verursacht. Sammy verrät der Gruppe, dass sie als Spionin für eine Bioengineering-Firma namens Mantah Corp. gearbeitet hat, um die Schulden ihrer Familie begleichen zu können. Nachdem der Hubschrauber von Masrani abgestürzt ist und dadurch einen Schwarm Pteranodons aus ihren Gehegen entkommen sind, begibt sich die Gruppe in den Hauptpark, um Hilfe zu suchen.
Dort erfährt die Gruppe, dass eine Fähre von den Hauptdock die Menschen evakuiert. Der einzige ausreichend schnelle Weg dorthin ist die Einschienenbahn. Während der Fahrt wird die Gruppe von dem Schwarm von Pteranodons angegriffen. Nachdem die Gruppe einen zerstörten Zug an einer Gleisgabelung entdecken, führt Ben einen Gleiswechsel durch, um zu verhindern, dass sie kollidieren. Während sie ihren Sieg feiern, reißt ein Pteranodon Ben aus dem Zug. Die übrigen fünf glauben, dass Ben nicht überlebt hat.
Wegen des Gleiswechsels fährt die Bahn nicht mehr in Richtung der Fähre. Daher verlässt die Gruppe den Zug, um durch die Tunnel des Parks dorthin zu gelangen. In den Tunneln werden sie von einem Carnotaurus angegriffen, können ihn jedoch in die Flucht schlagen. Die Gruppe erreicht das Dock und stellt fest, dass die Fähre bereits abgelegt hat und sie zurückgelassen wurden. Die fünf Kinder, die mittlerweile Freunde sind, wollen aber die Hoffnung nicht aufgeben und weiter um ihr Überleben kämpfen. Im Dschungel der Insel nähert sich Bumpy einem bewusstlosen, aber lebendigen Ben.

### Staffel 2
Nachdem Darius, Kenji, Brooklynn, Sammy und Yaz auf der Insel zurückgelassen wurden, machen sie sich auf den Weg zum Hauptpark. Dort wollen die Freunde eine Notfunkbake auslösen, damit Hilfe kommt. Schnell müssen sie jedoch erkennen, dass die Hauptstraße von einem T-Rex besetzt ist und dieser die Notfunkbake besitzt. Den Freunden gelingt es, den T-Rex abzulenken und das Notsignal loszuschicken. Anschließend ziehen sie sich in den Dschungel zurück und bauen ein Baumhaus auf dem ehemaligen Camp Kreidezeit, um Unterschlupf bis zur Rettung zu haben. Brooklynn, Sammy und Yaz entdecken durch seltsame Geräusche ein geheimes Labor, welches in Verbindung mit Mantah Corp. stehen muss. Dort findet Brooklynn einen seltsamen Umschlag mit dem Titel „E750“, in dem verschiedene Codes sowie eine Schlüsselkarte enthalten sind.
Eines Abends sehen die Freunde im Wald das Licht und die Rauchsäule eines Lagerfeuers. Sie machen sich auf die Suche und treffen auf die Öko-Touristen Tiff und Mitch sowie ihren grimmigen Guide namens Hap. Die Fremden nehmen die Kinder auf und versprechen, sie von der Insel zu bringen. Darius ist sofort von Tiff und Mitch begeistert, da diese seine Leidenschaft für Dinosaurier teilen. Brooklynn ist hingegen skeptisch. Vor allem Haps Verhalten findet sie verdächtig. Als sie zusammen mit Kenji der Sache auf den Grund gehen will, werden die beiden von Hap erwischt und fliehen in den Dschungel. Dort treffen sie auf den totgeglaubten Ben, der Hap niederschlägt. Hap versucht, die Dreien zu überzeugen, dass nicht er, sondern Tiff und Mitch die Bösen sind. Um ihr Vertrauen zu gewinnen, will er Ben, Brooklynn und Kenji zu einem Boot am nördlichen Dock der Isla Nublar führen. Jedoch werden sie unterwegs von einer Gruppe Baryonyx angegriffen. Die drei Kinder können nur entkommen, weil Hap sich für sie opfert.
Währenddessen entdecken Sammy, Yaz und Darius, dass Mitch und Tiff tatsächlich Großwildjäger sind, die auf der Insel Dinosaurier für ihre Sammlung töten wollen. Mitch setzt Darius unter Druck, damit dieser sie zu der Wasserstelle der Dinosaurier führt, wo sie leichte Beute erwarten. Um das Leben seiner Freunde zu retten, willigt er zum Schein ein. Jedoch bringt er sie nicht zur Wasserstelle, sondern zur Hauptstraße, wo der T-Rex lebt. Yaz kann unterwegs der Gruppe entkommen und trifft auf Ben, Brooklynn und Kenji. Im Tunnelsystem finden sie einen unterirdischen Überwachungsraum, von dem aus sie den Geschehnissen auf der Hauptstraße folgen können. Auch schalten sie den Strom im Park wieder an. Als das Überwachungssystem des Parks wieder funktioniert, sehen Tiff und Mitch auf ihrem Tablet, wo die Wasserstelle tatsächlich ist. Nachdem der T-Rex die Erwachsenen und Kinder auf der Hauptstraße anfällt, fliehen sie in den Dschungel. Darius möchte die Dinosaurier vor Tiff und Mitch retten, woraufhin die Kinder beschließen, die Tiere von der Wasserstelle zu treiben. In dem entstehenden Chaos tötet der T-Rex Mitch. Die sechs Kinder versuchen, auf das Boot zu gelangen, von welchem Hap erzählt hat. Zur selben Zeit ist Tiff auf dem Weg dorthin. Ihr gelingt es, vor den Anderen an Bord zu gehen und abzulegen. Sie wird jedoch auf dem Boot von zwei Baryonyx angefallen und getötet.
Die Kinder sitzen weiterhin auf der Insel fest. Währenddessen versucht eine Kreatur, aus einem geheimen Raum mit dem Türschild „E750“ zu fliehen.

### Staffel 3
Nach mehreren gescheiterten Fluchtversuchen möchte die Gruppe erneut versuchen mit einem Floss von der Insel zu fliehen. Hierzu benötigen sie jedoch ein Segel, welches sie auf der höchsten Aussichtsplattform der Insel finden. Während Yaz und Brooklynn von Dimorphodon angegriffen werden, entdecken Sammy und Kenji das Boot von Mitch und Tiff in der Nähe des Ufers. Der Gruppe gelingt es auf das Boot zu kommen, müssen jedoch feststellen, dass kaum noch Benzin im Tank ist. Aus diesem Grund fahren sie mit dem Boot auf die andere Seite der Insel, da dort das Schiff betankt werden kann. Jedoch wird in der Nacht in das Boot ein Leck geschlagen. Um dieses zu reparieren, macht sich die Gruppe auf den Weg zu den anliegenden Werkstätten um Flickmaterial zu finden. Dort werden sie von Ouranosaurus angegriffen und können in letzter Sekunde mit dem Boot fliehen. Darius muss feststellen, dass irgendetwas mit der Insel nicht mehr stimmt. Da die Gruppe nach wie vor ein Leck sowie kein Benzin im Boot haben, kommt Kenji die Idee, an den Privatpier mit Penthouse von Kenjis Vater anzulegen und dort alle benötigten Vorräte zu holen. Nachdem mehrere Monolophosaurus das Penthouse stürmen, springen Kenji, Brooklynn und Darius in einen Aufzugsschacht, während Sammy, Yaz und Ben durch die Luftschächte fliehen und in einer Garage landen. Dort findet das Trio Dichtmittel, saugt Benzin aus mehreren Fahrzeugen ab, weicht mehreren Monolophosaurus aus, fährt mit einer Limousine davon und findet den Rest der Gruppe.
Da das Dichtmittel für das Leck 48 Stunden trocknen muss, trennt sich die Gruppe: Kenji, Yaz und Darius suchen nach einem Compy-Dinosaurier, der ihren Kompass gestohlen hat, und Sammy und Brooklynn untersuchen die Bedeutung von „E750“. In einem Besucherzentrum verstecken sich Kenji, Yaz und Darius und werden von Blue, dem Velociraptor aus Jurassic World, angegriffen. Nach einer Verfolgungsjagd wird Blue unter einem Fahrzeug eingeklemmt und das Trio beschließt, es zu retten. Außerdem findet Darius dutzende Leichen toter Gallimimus, die in Bäumen versteckt wurde, was ihn sehr wundert. Währenddessen finden Sammy und Brooklynn den Raum „E750“ und mehrere zuvor aufgenommene Videos von Dr. Wu, in denen die gleichnamige Kreatur als Hybrid-Dinosaurier namens Scorpius Rex entlarvt wird, der mit den Genen des Skorpionfisches erstellt wurde und deutlich aggressiver als der Indominus Rex ist. Die zwei informieren die anderen über die neuen Erkenntnisse und gemeinsam beschließen sie, schnellstmöglich von der Insel zu fliehen. Jedoch zieht ein Sturm auf, der die Abreise unmöglich macht. Sie müssen eine weitere Nacht in ihrem alten Camp verbringen. Dort werden sie vom Scorpius Rex angegriffen, den sie jedoch mit Hilfe von Feuern in die Flucht schlagen können. Als sie sich alle beruhigen wollen, stellen sie fest, dass Sammy mit giftigen Federkielen vom Scorpius Rex angegriffen wurde und das Bewusstsein verliert. Brooklynn kann sich erinnern, dass im Raum „E750“ ein Gegenmittel zu finden ist. Da Yaz die schnellste Läuferin ist, macht sie sich auf den Weg, während Ben und Darius beschließen, eine große Explosion auszulösen, um den Scorpius Rex abzulenken. Als Yaz das Gegenmittel findet, versucht sie, dem Scorpius Rex zu entkommen, verstaucht sich jedoch den Knöchel, nachdem sie über einen Bach gesprungen ist, sodass die Kreatur aufholen kann. Nachdem Ben einen Sprengstoff in eine Gondel gesteckt hat, die am Aussichtspunkt explodiert, flüchtet der Scorpius Rex. Zurück bei den anderen gibt Yaz Sammy das Gegenmittel und rettet somit ihr Leben.
Ben verlässt die Gruppe um Bumpy, den er zuvor zurücklassen musste, zu finden. Darius will ihn zurückholen, als Ben ihm offenbart, dass er auf der Insel bleiben wird. Als die beiden sehen, wie Bumpy in einer Gruppe von Ankylosaurus aufgenommen und beschützt wird, erkennt Ben, dass Bumpy dort besser aufgehoben ist, und will mit Darius zu den andern zurückkehren. Kenji, Brooklynn, Sammy und Yaz warten am Boot auf die beiden, werden jedoch vom Scorpius Rex angegriffen und müssen fluchtartig die Insel mit dem Boot verlassen. Währenddessen entdecken Darius und Ben, dass es zwei Scorpius Rex gibt, die die beiden angreifen. In letzter Minute können sie sich retten und treffen wieder auf ihre Freunde, die auf die Insel zurückgekehrt sind. Gemeinsam beschließen sie, die Scorpius Rex zu stoppen. Sie können die Kreaturen in das Besucherzentrum locken und bringen diese zum Einsturz, was beide Dinosaurier tötet.
Die Gruppe macht sich anschließend mit dem Boot auf den Weg nach Costa Rica, als sie von mehreren Hubschraubern zur Umkehr gezwungen werden. Zurück auf der Insel erfahren sie, dass die Leute nicht ihretwegen gekommen sind, sondern dass es sich um Söldner handelt. Als die Gruppe getrennt wird, sehen Darius, Yaz und Brooklynn wie Dr. Wu auf der Insel landet, um seinen persönlichen Laptop zu holen. Brooklynn ahnt sofort, dass Wu weitere Hybrid-Dinosaurier züchten möchte und weiß, wo sich der Laptop befindet. Gemeinsam machen sie sich auf den Weg und können sich den Laptop holen. Jedoch wird Brooklynn von Wus Männern, angeführt von Hawkes, gefangen genommen. Nur im Austausch gegen den Laptop wird Brooklynn freigelassen. Darius und Yaz treffen auf die anderen und wollen Wu austricksen. Sie wollen eine Kopie des Laptops erstellen und anschließend die Festplatte löschen. Kenji hält von diesem Plan nichts, da dies nur Brooklynns Leben gefährdet. In einem unauffälligen Moment entwendet er den Laptop und macht sich ohne die anderen zum Treffpunkt der Übergabe. Dort greift unfreiwillig Darius Plan, und Wus Laptop wird zerstört. Als Wu jedoch erfährt, dass seine Männer eine Probe vom Indominus Rex sichern konnten, gelingt ihm und den Söldnern die Flucht. Kenji ist nach wie vor nicht mit Darius’ Vorgehensweise einverstanden, da dieser das Leben der Dinosaurier vor ein Menschenleben stellt. Die Gruppe kann endlich mit dem Boot die Insel verlassen, ohne zu ahnen, dass sich eine Kreatur an Bord befindet.

### Staffel 4
Die Freunde freuen sich, endlich die Insel verlassen zu haben. Die Kreatur entpuppt sich als ein Compy, welcher sich an Bord geschlichen hat. Kenji ist immer noch wütend auf Darius, da dieser Brooklynns Leben riskiert hat, kann sich jedoch nach einer Rettungsaktion mit ihm versöhnen. Er muss sich eingestehen, dass er sich in Brooklynn verliebt hat. Auch diese hat Gefallen an Kenji gefunden. Als das Boot sich in Algen festfährt, taucht ein Mosasaurus auf. In letzter Sekunde bringen sie das Boot wieder zum Laufen und wollen flüchten. Jedoch schlägt der Mosasaurus um sich und zerstört dabei das Boot. Die Freunde wachen auf einer unbekannten Insel wieder auf.
Beim Erkunden dieser entdecken sie nicht nur eine geheime Forschungsstation von Mantah Corp., sondern treffen auch auf Dr. Mae Turner, die dort arbeitet und Dinosaurier beobachtet und erforscht. Die Forschungsstation, die in mehreren Territorien (Wüste, Eis und Dschungel) aufgeteilt ist, wird von sogenannten B.R.A.D., roboterartigen Maschinen, bewacht. Zusammen mit Mea kommen Darius und seine Freunde dahinter, dass mit der Fütterung der Dinosaurier auch ein aggressiv machendes Medikament den Tieren verabreicht wird. Mae ist davon geschockt und erfährt von Sammy weitere Infos über Mantah Corp. Mae bringt die Freunde bei sich unter und erzählten ihnen von einem Versorgungsflugzeug, welches alle paar Wochen kommt. Mit Hilfe einer Sabotage an der Fütterungsanlage wird das Flugzeug früher zur Insel geschickt. Um an die Landungsbahn zu gelangen, müssen sie durch das Eis-Territorium. Dort wird die Gruppe jedoch von B.R.A.D.s angegriffen. Dadurch verpassen sie das Flugzeug. Durch die Sabotage jedoch landet Maes Chef und Erfinder der B.R.A.D.s, Kash D. Langford, auf der Insel. Mae stellt Kash zur Rede, wird dabei jedoch von Velociraptoren angefallen. In letzter Minute können die Freunde sie retten.
Darius beobachtet wie Kash mit einem Handy telefoniert. Da die Freunde das Handy benötigen, um die Insel verlassen zu können, schleicht sich Darius in Kashs Büro. Dort kann er, bevor er von einem B.R.A.D. angegriffen wird, einen Notruf an seinen Bruder Brandon abgeben. Brandon glaubt, dass sein Bruder noch lebt, und macht sich auf die Suche nach ihm. Darius wird von Kash gefangen genommen. Um sein Vertrauen zu erlangen, behauptet er, dass er ebenfalls Dinosaurier hasst. Darius erfährt so von den Plänen von Mantah Corp. Mithilfe des aggressiv machenden Medikaments, wollen sie die Tiere zu Kämpfen animieren und dadurch Geld verdienen. Kash will noch einen Schritt weiter gehen und möchte die Tiere als Waffe nutzen. Mithilfe eines Chips sollen die Dinosaurier Befehle erhalten. Darius will dies unter allen Umständen verhindern. Zusammen mit seinen Freunden stellen sie Kash eine Falle und können ihn einsperren.
Kenji und Brooklynn gestehen sich ihre Gefühle und werden ein Paar. Entsetzt müssen die Freunde feststellen, dass Kash aus dem Gefängnis geflohen ist. Darius vermutet ihn in seinem Büro und kann dort ein Gespräch zwischen diesem und seinem Boss mithören. Dadurch erfährt er, dass es ein weiteres Territorium (Sumpf) gibt und dort weitere Dinosaurier gezüchtet wurden, die nun freigelassen wurden. Darius und Kenji machen sich auf den Weg dorthin und werden von Dilophosauren angegriffen. Brooklynn und die anderen können die beiden gerade noch retten. Wie sich herausstellt, wurde die Gruppe in einen Hinterhalt gelockt, da diese von verbesserten B.R.A.D.s umzingelt werden. Kash taucht gemeinsam mit seinem Boss, dem Präsidenten von Mantah Corp. auf. Dieser stellt sich als Kenji’s Vater, Daniel Kon, heraus.

### Staffel 5
Die Freunde sind über die Offenbarung, dass Kenjis Vater Daniel der Präsidenten von Mantah Corp. ist, überrascht. Nur Kenji freut sich endlich seinen Vater wieder zu sehen. Daniel verspricht den Freunden sie wieder nach Hause zu bringen, jedoch muss er zunächst noch einige Geschäfte erledigen. Die Freunde willigen auf Bitten von Kenji ein und werden in ein weiteres Penthouse der Familie Kon gebracht. Brooklynn und Darius zweifeln an der Loyalität von Daniel. Sie kommen dahinter, dass er weiterhin vorhat, die Tiere gegen Geld gegeneinander antreten zu lassen und sie mit der Mantah Corp-Chips-Technologie unter die Kontrolle bringen. Dafür hat Daniel extra Investoren auf die Insel eingeladen. Aufgrund eines Zwischenfalles, in welchen die Freunde involviert waren, werden zwei der drei Investoren sowie Kash getötet. Kenji ist von seinen Freunden enttäuscht und stellt sich auf die Seite seines Vaters, da er in ihm immer noch das Gute sieht. Daniel in Wahrheit manipuliert seinen Sohn und behauptet, dass seine Freunde ihm nicht trauen und Brooklynn gegen ihn arbeiten würde. Darius, Brooklynn, Sammy, Ben und Yasmin werden eingesperrt, können jedoch in die Kanalisation fliehen. Dort entdecken sie einen Kontrollraum, der durch einen Angriff von B.R.A.D.s und einem Nothosaurus beschädigt wird. Die überlebende Investorin Lana Molina, die für BioSyn arbeitet, hat weiter Interesse mit Daniel Geschäfte zu machen. Deshalb reisen sie zusammen mit Kenji, Mae und Mr. Hawk, der – wie sich herausstellt – für Daniel arbeite, nach Isla Nublar.
Die Gruppen bemerken unabhängig voneinander, dass sich die Tiere seltsam verhalten, als beiden Inseln von einem Erdbeben heimgesucht werden. Auf Isla Nublar treffen sich Kenji und sein Vater mit Lewis Dodgson, der  Forschungsleiter bei BioSyn, an den Daniel seine Mind-Control-Chips verkaufen will. Lewis findet dabei die alte Barbasol-Dose mit den Embryonen, die Dennis Nedry 1993 für ihn gestohlen hatte. Außerdem lässt Daniel weitere Dinosaurier fangen, darunter auch Bumpy. Lewis möchte weitere DNA-Proben von einigen der Nublar-Dinosaurier haben, was ihm Daniel verspricht. Beim Sammeln der Proben ist Mae von der Schönheit der Parasaurolophuse verzaubert und flieht, nachdem sie erfahren hat, dass die Kinder entkommen sind. Sie zerstört dabei alle bisher gesammelten Proben. Unterstützung erhält sie dabei von Kenji, der an der Loyalität seines Vaters zweifeln, nachdem er entdeckt hat, dass Daniel Bumpy gefangen genommen hat, obwohl er versprochen hat, ihn in Ruhe zu lassen.
Währenddessen versuchen Darius, Ben, Brooklynn, Yaz und Sammy auf der anderen Insel die restlichen Dinosaurier vor Daniel zu schützen. Sie beschließen deshalb eine Wasserstelle für die Tiere zu schaffen. Ihr Plan gelingt und die Dinosaurier versammeln sich friedlich um das Wasserloch. Yaz gesteht sich ihre Gefühle für Sammy ein und die beiden werden ein Paar. Außerdem müssen sie den Kontrollraum reparieren, da dieser sonst explodiert und die ganze Insel in die Luft fliegen würde. Brandon ist immer noch auf der Suche nach seinem Bruder. Niemand will ihm glauben, nur die ehemaligen Betreuer von Camp Kreidezeit, Roxie und Dave, unterstützen ihn. Zusammen machen sie sich auf den Weg nach Isla Nublar. Auf ihrer Suche nach den Kindern finden sie das Camp von Tiff und Mitch und treffen auf Mae, die ihnen erzählt, dass die Camper am Leben seien.
Daniel, Kenji und Mr. Hawk kehren mit den eingefangenen Dinosaurier auf die Insel von Mantah Corp. zurück. Dort muss Daniel erkennen, dass die Anderen die Kontroll-Chips und die B.R.A.D.s zerstört sowie das Passwort des Computers geändert haben. Jedoch hat er eine Sicherheitskopie angefertigt. Er schickt Mr. Hawks los, um die Kinder sowie die Kopie zu finden. Brooklynn, Darius, Sammy und Yaz machen sich ebenfalls auf die Suche nach den Chips, während Ben Bumpy aus den Fängen der Söldner befreien will. Unterstützung erhält er dabei von Kenji, der somit zu seinen Freunden zurückkehrt.  Brooklynn findet die Sicherheitskopie, wird jedoch von einem Spinosaurus angegriffen und fast gefressen, der unter der Kontrolle von Mr. Hawks steht und dieser somit an das Backup der Kontroll-Chips gelangt. Daraufhin macht sich Daniel mit seinen Söldnern und den gedankengesteuerten Dinosaurier zur neugeschaffenen Wasserstelle, um in den finalen Kampf gegen die Kinder sowie den anderen Dinosaurier zu ziehen.
Die Freunde fliehen vor Daniel und seinen Söldnern. Dabei werden diese getötet. Als Darius von dem Spinosaurus  in die Enge getrieben wird, gibt Kenji das Passwort preis. Daniel befiehlt dem Spinosaurus  jedoch trotzdem, Darius zu fressen. Dieser wird jedoch von einem T-Rex gerettet, der den Spinosaurus vertreibt. Kenji erkennt, dass sich sein Vater nie für ihn interessiert hat. Er bleibt bei seinen Freunden, während Daniel flieht und später verhaftet wird. Darius, Brooklynn, Yaz, Sammy, Ben und Kenji zerstören die Kontroll-Chips und befreien die Dinosaurier, bevor sie schließlich von Mae, Dave, Roxie und Brandon gerettet werden.
Zwei Jahre später sind die Freunde immer noch in Kontakt. Yaz und Sammy leben in Texas auf der Ranch von Sammys Eltern, während Ben den Sommer mit Mae und Bumpy auf der Insel von Mantah Corp. verbringt. Darius hält Vorträge über ihre Abenteuer und Kenji wurde von den Bowmans adoptiert. Er ist immer noch mit Brooklynn zusammen, die seltsame Ereignisse auf dem Anwesend der Lockwoods untersucht. Als Darius ein seltsames Geräusch hört und aus dem Fenster blickt, entdeckt er in seiner Nähe einen Brachiosaurus.

## Synchronisation
Die deutsche Synchronisation entstand nach den Dialogbüchern von Benjamin Wolfgarten, Julia Kanter, Oliver Mankewitz und Mareike Wolfgarten und der Dialogregie von Benjamin Wolfgarten im Auftrag von IYUNO Germany.
| Rolle                 | Folgen                     | Originalsprecher      | Deutscher Sprecher                                          |
| Hauptrollen           | Hauptrollen                | Hauptrollen           | Hauptrollen                                                 |
| --------------------- | -------------------------- | --------------------- | ----------------------------------------------------------- |
| Darius Bowman         | 1.01–5.12                  | Paul-Mikél Williams   | Linus Drews                                                 |
| Kenji Kon             | 1.01–5.12                  | Ryan Potter           | Tobias Diakow                                               |
| Brooklynn             | 1.01–5.12                  | Jenna Ortega          | Lea Kalbhenn                                                |
| Sammy Gutierrez       | 1.01–5.12                  | Raini Rodriguez       | Magdalena Höfner                                            |
| Yasmina „Yaz“ Fadoula | 1.01–5.12                  | Kausar Mohammed       | Anna Gamburg (Staffel 1–2) Maria Burghardt (seit Staffel 3) |
| Ben Pincus            | 1.01–2.01, 2.04–5.12       | Sean Giambrone        | Christian Zeiger                                            |
| Nebenrollen           |                            |                       |                                                             |
| Roxie                 | 1.01–1.08, 2.03, 5.02–5.12 | Jameela Jamil         | Susanne Geier                                               |
| Dave                  | 1.01–1.08, 2.03, 5.02–5.12 | Glen Powell           | Amadeus Strobl                                              |
| Brandon Bowman        | 1.01, 4.06–4.07, 5.02–5.12 | Benjamin Flores, Jr.  | François Goeske                                             |
| Dr. Henry Wu          | 1.02, 3.04, 3.09–3.10      | Greg Chun             | Markus Nichelmann                                           |
| Fredrick Bowman       | 1.04, 2.01                 | Keston John           | Peter Sura                                                  |
| Tiff                  | 2.04–2.08                  | Stephanie Beatriz     | Giuliana Jakobeit                                           |
| Mitch                 | 2.04–2.08                  | Bradley Whitford      | Armin Schlagwein                                            |
| Hap                   | 2.04–2.06                  | Angus Sampson         | Oliver Siebeck                                              |
| Hawkes                | 3.09–3.10, 5.04–5.12       | Dave B. Mitchell      | Christoph Drobig                                            |
| Dr. Mae Turner        | 4.03–5.12                  | Kirby Howell-Baptiste | Patrizia Carlucci                                           |
| Kash D. Langford      | 4.03–5.03                  | Haley Joel Osment     | Kim Hasper                                                  |
| Daniel Kon            | 4.11–5.12                  | Andrew Kishino        | Thomas Nero Wolff                                           |
| Lana Molina           | 5.02–5.06                  | Avrielle Corti        | Sabrina Diakow                                              |
| Mr. Gold              | 5.02–5.03                  | Okieriete Onaodowan   | Samuel Zekarias                                             |
| Cyrus                 | 5.02–5.03                  | Jon Rudnitsky         | David Brizzi                                                |
| Lewis Dodgson         | 5.06, 5.08                 | Adam Harrington       | Peter Lontzek                                               |
| Godinez               | 5.10–5.12                  | Antonio Álvarez       | Alexander Doering                                           |
| BRAD / BRAD X         |                            | Roger Craig Smith     | Jaron Löwenberg                                             |
| Eddie                 | 1.06                       | James Arnold Taylor   | Bastian Sierich                                             |
| Meriwether            |                            | Phil Buckman          | Asad Schwarz                                                |
| Mr. DNS               |                            | Jeff Bergman          | Gerald Schaale                                              |

## Produktion
Die Idee zur Serie entstand Mitte 2018. Ein Jahr später wurde offiziell von Netflix eine computeranimierte Fernsehserie zu Jurassic World bestellt. Scott Kreamer, Lane Lueras und Aaron Hammersley produzierten die Serie zusammen mit Steven Spielberg, Frank Marshall und Colin Trevorrow, während Zack Stentz als Serienentwickler und beratender Produzent fungiert.
Im Gegensatz zu den Filmen, in denen Kinder Nebenfiguren sind, die von Erwachsenen gerettet werden, konzentriert sich die Serie stattdessen auf die Teenager und ihre Bemühungen, alleine zu überleben.
Die Rolle von Dave wurde speziell für Glen Powell geschrieben.
Im Oktober 2020 wurde die Serie um eine zweite Staffel verlängert, die 2021 erschienen ist. Eine dritte Staffel, die erstmals zehn statt acht Folgen umfasst, wurde am 21. Mai 2021 veröffentlicht. Die vierte Staffel, die am 3. Dezember 2021 veröffentlicht wurde, umfasst 11 Folgen.
Im April 2022 wurde bekannt, dass die Serie eine fünfte und letzte Staffel erhalten wird. Diese wurde am 21. Juli 2022 veröffentlicht und schafft auch einige Verbindungen zu den Filmen, u. a. taucht mit Lewis Dodgson der Antagonist von Jurassic World: Ein neues Zeitalter auf. Außerdem wird erklärt, was mit Dennis Nedry gestohlenen Embryos aus Jurassic Park passiert ist.

## Episodenliste

### Übersicht
| Staffel | Episoden-anzahl | Erstveröffentlichung USA | Deutschsprachige Erstveröffentlichung |
| ------- | --------------- | ------------------------ | ------------------------------------- |
| 1       | 8               | 18. September 2020       | 18. September 2020                    |
| 2       | 8               | 22. Januar 2021          | 22. Januar 2021                       |
| 3       | 10              | 21. Mai 2021             | 21. Mai 2021                          |
| 4       | 11              | 3. Dezember 2021         | 3. Dezember 2021                      |
| 5       | 12              | 21. Juli 2022            | 21. Juli 2022                         |

### Staffel 1
| Nr. (ges.)                                                                          | Nr. (St.) | Deutscher Titel              | Originaltitel             | Regie          | Drehbuch                    |
| ----------------------------------------------------------------------------------- | --------- | ---------------------------- | ------------------------- | -------------- | --------------------------- |
| 1                                                                                   | 1         | Camp Kreidezeit              | Camp Cretaceous           | Lane Lueras    | Zack Stentz & Scott Kreamer |
| 2                                                                                   | 2         | Geheimnisse                  | Secrets                   | Dan Riba       | Sheela Shrinivas            |
| 3                                                                                   | 3         | Viehtrieb                    | The Cattle Drive          | Zesung Kang    | Rick Williams               |
| 4                                                                                   | 4         | Abgründe                     | Things Fall Apart         | Michael Mullen | M. Willis                   |
| 5                                                                                   | 5         | Eddies Geburtstag            | Happy Birthday, Eddie!    | Zesung Kang    | Josie Campbell              |
| 6                                                                                   | 6         | Willkommen in Jurassic World | Welcome to Jurassic World | Michael Mullen | Zack Stentz                 |
| 7                                                                                   | 7         | Von Niemand zum Jemand       | Last Day of Camp          | Eric Elrod     | Sheela Shrinivas            |
| 8                                                                                   | 8         | Endstation                   | End of the Line           | Zesung Kang    | Scott Kreamer               |
| Die Veröffentlichung der ersten Staffel erfolgte am 18. September 2020 auf Netflix. |           |                              |                           |                |                             |

### Staffel 2
| Nr. (ges.)                                                                        | Nr. (St.) | Deutscher Titel       | Originaltitel     | Regie          | Drehbuch                  |
| --------------------------------------------------------------------------------- | --------- | --------------------- | ----------------- | -------------- | ------------------------- |
| 9                                                                                 | 1         | Ein Fünkchen Hoffnung | A Beacon of Hope  | Michael Mullen | Rick Williams             |
| 10                                                                                | 2         | Die Kunst der Ruhe    | The Art of Chill  | Eric Elrod     | M. Willis                 |
| 11                                                                                | 3         | Die Wasserstelle      | The Watering Hole | Zesung Kang    | Bethany Armstrong Johnson |
| 12                                                                                | 4         | Die Erlösung          | Salvation         | Michael Mullen | Sheela Shrinivas          |
| 13                                                                                | 5         | Tapfer                | Brave             | Eric Elrod     | Lindsay Kerns             |
| 14                                                                                | 6         | Plan C                | Misguided         | Leah Artwick   | Rick Williams             |
| 15                                                                                | 7         | Überleben             | Step One          | Michael Mullen | Sheela Shrinivas          |
| 16                                                                                | 8         | Chaostheorie          | Chaos Theory      | Eric Elrod     | Josie Campbell            |
| Die Veröffentlichung der zweiten Staffel erfolgte am 22. Januar 2021 auf Netflix. |           |                       |                   |                |                           |

### Staffel 3
| Nr. (ges.)                                                                     | Nr. (St.) | Deutscher Titel        | Originaltitel           | Regie          | Drehbuch                                                                   |
| ------------------------------------------------------------------------------ | --------- | ---------------------- | ----------------------- | -------------- | -------------------------------------------------------------------------- |
| 17                                                                             | 1         | Gute Aussichten        | View from the Top       | Leah Artwick   | Lindsay Kerns                                                              |
| 18                                                                             | 2         | Sicherer Hafen         | Safe Harbor             | Michael Mullen | Rick Williams                                                              |
| 19                                                                             | 3         | Kenjis Reich           | Casa De Kenji           | Eric Elrod     | Sheela Shrinivas, Bethany Armstrong Johnson, Lindsay Kerns & Rick Williams |
| 20                                                                             | 4         | Cleveres Mädchen       | Clever Girl             | Leah Artwick   | Zack Stentz                                                                |
| 21                                                                             | 5         | Im Auge des Sturms     | Eye of the Storm        | Michael Mullen | Bethany Armstrong Johnson                                                  |
| 22                                                                             | 6         | Langstreckenlauf       | The Long Run            | Eric Elrod     | Sheela Shrinivas                                                           |
| 23                                                                             | 7         | Eigene Wege            | A Shock to the System   | Leah Artwick   | Bethany Armstrong Johnson & Rick Williams                                  |
| 24                                                                             | 8         | Flucht von Isla Nublar | Escape from Isla Nublar | Michael Mullen | Lindsay Kerns                                                              |
| 25                                                                             | 9         | Koste es, was es wolle | Whatever It Takes       | Eric Elrod     | Joanna Lewis & Kristine Songco                                             |
| 26                                                                             | 10        | Klick                  | Stay on Mission         | Leah Artwick   | Rick Williams                                                              |
| Die Veröffentlichung der dritten Staffel erfolgte am 21. Mai 2021 auf Netflix. |           |                        |                         |                |                                                                            |

### Staffel 4
| Nr. (ges.)                                                                         | Nr. (St.) | Deutscher Titel         | Originaltitel          | Regie          | Drehbuch                       |
| ---------------------------------------------------------------------------------- | --------- | ----------------------- | ---------------------- | -------------- | ------------------------------ |
| 27                                                                                 | 1         | Unter der Oberfläche    | Beneath the Surface    | Michael Mullen | Sheela Shrinivas               |
| 28                                                                                 | 2         | Wenigstens …            | At Least…              | Eric Elrod     | Bethany Armstrong Johnson      |
| 29                                                                                 | 3         | Gestatten, Dr. Turner   | Turning Dr. Turner     | Leah Artwick   | Joanna Lewis & Kristine Songco |
| 30                                                                                 | 4         | Böses Erwachen          | Rude Awakening         | Michael Mullen | Rick Williams                  |
| 31                                                                                 | 5         | Langer Atem             | The Long Game          | Eric Elrod     | Sheela Shrinivas               |
| 32                                                                                 | 6         | Mission des Lebens      | Mission Critical       | Leah Artwick   | Bethany Armstrong Johnson      |
| 33                                                                                 | 7         | Kampfgeist              | Staying Alive          | Michael Mullen | Joanna Lewis & Kristine Songco |
| 34                                                                                 | 8         | Freundliche Übernahme   | Technical Difficulties | Eric Elrod     | Rick Williams                  |
| 35                                                                                 | 9         | Von Engeln und Rebellen | Dino-Sitting           | Leah Artwick   | Sheela Shrinivas               |
| 36                                                                                 | 10        | Unter Kontrolle         | Taking Control         | Michael Mullen | Leore Berris                   |
| 37                                                                                 | 11        | Wer ist hier der Chef?  | Who’s the Boss?        | Eric Elrod     | Bethany Armstrong Johnson      |
| Die Veröffentlichung der vierten Staffel erfolgte am 3. Dezember 2021 auf Netflix. |           |                         |                        |                |                                |

### Staffel 5
| Nr. (ges.)                                                                      | Nr. (St.) | Deutscher Titel            | Originaltitel   | Regie          | Drehbuch                                                    |
| ------------------------------------------------------------------------------- | --------- | -------------------------- | --------------- | -------------- | ----------------------------------------------------------- |
| 38                                                                              | 1         | Wieder vereint             | Reunited        | Leah Artwick   | Joanna Lewis & Kristine Songco                              |
| 39                                                                              | 2         | Das erste Date             | The Final Test  | Michael Mullen | Leore Berris                                                |
| 40                                                                              | 3         | Verhärtete Fronten         | Battle Lines    | Eric Elrod     | Rick Williams                                               |
| 41                                                                              | 4         | Verdrängung                | Evasive Action  | Leah Artwick   | Bethany Armstrong Johnson                                   |
| 42                                                                              | 5         | Erschütternde Erkenntnisse | Shaky Ground    | Michael Mullen | Joanna Lewis & Kristine Songco                              |
| 43                                                                              | 6         | Ausschluss                 | Out of the Pack | Eric Elrod     | Leore Berris                                                |
| 44                                                                              | 7         | Team Sammy                 | The Leap        | Leah Artwick   | Bethany Armstrong Johnson & Rick Williams                   |
| 45                                                                              | 8         | Lebewohl                   | Clean Break     | Michael Mullen | Sheela Shrinivas                                            |
| 46                                                                              | 9         | Der Kern                   | The Core        | Eric Elrod     | Joanna Lewis & Kristine Songco                              |
| 47                                                                              | 10        | Wahre Freundschaft         | Arrival         | Leah Artwick   | Leore Berris                                                |
| 48                                                                              | 11        | Das letzte Gefecht         | The Last Stand  | Michael Mullen | Bethany Armstrong Johnson, Sheela Shrinivas & Rick Williams |
| 49                                                                              | 12        | Die glorreichen Sechs      | The Nublar Six  | Eric Elrod     | Bethany Armstrong Johnson, Sheela Shrinivas & Rick Williams |
| Die Veröffentlichung der fünften Staffel erfolgte am 21. Juli 2022 auf Netflix. |           |                            |                 |                |                                                             |

## Rezeption

### Kritiken
Auf der Website Rotten Tomatoes erhielt die Serie eine positive Bewertung von 92 %.
Auf IMDb erhielt die Netflixserie eine Bewertung von 7,5 von 10.

### Auszeichnungen
Gewonnen:
- Annie Award (2021) – Outstanding Achievement for Animated Effects in a Television/Media Production
- Daytime Emmy Award (2021) – Outstanding Individual in Animation

Nominiert:
- Motion Picture Sound Editors (2022) – Outstanding Achievement in Sound Editing – Animation Series or Short

## Fortsetzung
Ab Mai 2024 wird auf Netflix die Fortsetzung Jurassic World: Die Chaostheorie veröffentlicht. Diese Serie spielt sechs Jahre nach den Ereignissen von Jurassic World: Neue Abenteuer und dreht sich erneut um Darius und seine Freunde, die einer neuen Verschwörung auf die Spur kommen.